# تپه اطراف شهر سوخته ۲۶۵
تپه حومه شهر سوخته ۲۶۵ در شهرستان زابل، بخش شیب آب، دهستان لوتک، ۱۶/۵ کیلومتری جنوب غرب پایگاه باستان‌شناسی شهر سوخته واقع شده و این اثر در تاریخ ۲۰ اسفند ۱۳۸۵ با شمارهٔ ثبت ۱۸۰۷۳ به‌عنوان یکی از آثار ملی ایران به ثبت رسیده است.